# Detergente biológico
Um detergente biológico é um detergente para roupa que contém enzimas obtidas de micro-organismos como fungos e bactérias. Trata-se de um descritor usado no Reino Unido, onde os restantes detergentes para roupa são chamados não-biológicos. A maioria dos fabricantes de detergentes biológicos também produzem detergentes não-biológicos.

## Modo de funcionamento e eficácia
Os detergentes biológicos limpam da mesma forma que os não-biológicos com efeitos adicionais das enzimas, cuja finalidade é decompor proteínas, amidos e gorduras na sujidade e manchas existentes na roupa a ser lavada. Testes efetuados mostram que os detergentes biológicos parecem ser mais eficazes na remoção da sujidade, permitindo a lavagem a temperaturas mais baixas, mas são desnaturados a altas temperaturas.—recomenda-se cerca de 40 °C.